# Madison (film)
Madison is een Amerikaanse dramafilm uit 2005 onder regie van William Bindley. Hierin staat een grote speedbootrace centraal.

## Verhaal
Het waargebeurde verhaal over een man die er alles aan doet om mee te kunnen doen met de Madison hydroplane-bootrace. Samen met zijn zoons bedenkt hij een plan om met de grote gesponsorde jongens te kunnen concurreren. Hij krijgt echter te maken met een sceptische bevolking van het stadje, een gedemoraliseerde crew en een echtgenote die liever wil verhuizen naar de stad.

## Spelers
- James Caviezel - Jim McCormick
- Jake Lloyd - Mike McCormick
- Mary McCormack - Bonnie McCormick
- Bruce Dern - Harry Volpi
- Paul Dooley - Mayor Don Vaughn
- Brent Briscoe - Tony Steinhardt
- Mark Fauser - Travis